# 木瓜溪橋
木瓜溪橋，為一座臺灣公路橋樑，位於花蓮縣吉安鄉與壽豐鄉之間、臺9線212k+800～214k+685（花東縱谷公路段），橫跨花蓮溪流域面積最大的支流木瓜溪，是連接兩地的主要橋梁。

## 歷史

### 日本時代
木瓜溪橋所在的花蓮港台東道（今台9線前身）工程全長約180公里，屬於以國庫或地方經費改善養護之指定道路，路基由義務勞動施工，於昭和5年（1930 年）開工，昭和8年（1933 年）建築完成，但尚餘大橋16座及一般橋梁62座未建，計畫自昭和15年（1940年）開工，預定7年完成，惜因風災與二戰影響，僅完成卓溪、知亞干溪（壽豐溪）及紅葉溪三座橋梁，其餘包含木瓜溪橋在內，均未及建造，日本即宣佈無條件向盟軍投降，故「花蓮港台東道」始終未能全線貫通汽車。

### 民國時代
戰後初期，公路工程由臺灣省行政長官公署公共工程局辦理，除少數新建工程外，均以修復及維護為重點，花東公路之新建未受重視，均賴東線鐵路維持花東地區交通。後來為顧及環島公路貫通需要，乃自民國38年（1949年）10月起由接辦公路工程的臺灣省公路局數次勘察，認為東部河川在未整治之前，河道變化不定，橋位難選而作罷，留待財政充裕時再議，僅就局部路段重修，維持通車。

#### 初建
其中花蓮～壽豐路段因木瓜溪未架橋，因而繞道秀林鄉銅門村榕樹部落及壽豐鄉鯉魚潭而行，稱為「花蓮壽豐道」，該道路於民國47年（1958年）9月修復完工，但榕樹部落附近之木瓜溪橋（今仁壽橋）新建工程因受當年洪災及溫妮颱風襲擊，加上原單線車道橋寛的設計需變更為雙線車道寬度，故延至民國48年（1959年）6月10日，始與「花蓮壽豐道」一併舉辦通車典禮，橋名則奉命取名為「仁壽橋」，為臺灣第5座採用預力混凝土梁的公路橋。
也由於該段花東公路是從銅門村榕樹部落旁仁壽橋跨越木瓜溪，致使吉安、壽豐兩鄉的居民為來往方便省時，常冒險徒步通過東線鐵路木瓜溪橋，遂發生許多行人落橋或遭火車輾斃之事故。臺灣省議員徐輝國曾於民國53年（1964年）省議會第三屆第四次定期大會上提案，建議省府在木瓜溪鐵橋加鋪木板，以利行人並減少人命傷害，不過省府回應如此容易造成事故、歉難照辦。

#### 另址新建
民國67年（1978年）8月1日、臺灣省議會第六屆第一次臨時大會第五次會議上，省議員張俊雄提案，議員傅文政、莊金生、蘇順國、張貴木連署提案興建花蓮木瓜溪大橋，提案理由為便利花蓮南方地區農產品向北運銷、縮短花東公路9公里里程、節省車輛行駛時間20分鐘等。此提案後獲大會決通過，由省府於民國69年（1980年）起開始辦理，因財政困難故採基金貸款方式興建，民國76年（1987年）時依此方式興建的橋梁約50餘座。

#### 通車後
民國70年（1981年）12月，花蓮～壽豐間截彎取直新闢的省道及新木瓜溪橋竣工，依河床副流及主流分為北、南兩座橋，即木瓜溪橋（一）與木瓜溪橋（二），民國71年（1982年）3月1日通車並開始徵收過路費，為省政府「交通建設基金」的收費事業之一，過橋收費大車30元、小車20元，每月平均過橋費淨收入為2270千元（民國76年，1987年7－9月平均數）。民國72年（1983年）起，臺9線編號改採行經吉安鄉仁里村、稻香村、永興村、干城村，壽豐鄉志學村、平和村至壽豐村的新線，舊有行經鯉魚潭的路線（包含仁壽橋）則由臺灣省公路局改編為臺9丙線。
然東部居民屢次陳情無力負擔過橋費，並曾為規避而在木瓜溪橋收費站附近另外興建一條鄉村便道；《臺灣省議會交通委員會考察全省各收費路橋報告書》則認為橋樑收費政策雖不真正公平與合理、會加重百姓負擔，也有收費人員舞弊之情事，但東部為觀光地區、遊客眾多不應停徵，建議該橋改為單向收費，以減輕當地民眾之負擔。省府則表示交通處正研擬優惠讓附近民眾免費通行。（繁體中文）該橋之過路收費政策至民國78年(1989年）1月1日才因為收足投資而停徵。

#### 增建
民國81年（1992年）7月，臺灣省公路局於緊鄰本橋下游側增建北上線橋梁。

#### 車禍及改線
民國92年（2003年）前此橋上為單向雙車道而未規劃慢車道，被認為導致一位國立東華大學學生騎機車於此發生死亡車禍，也引起該校一百多位同學身穿黑衣、繫著黃絲帶到花蓮縣議會前陳情、追悼該同學
，其後由於東華學生車禍意外頻傳，公路總局第四區養護工程處花蓮工務段將該橋改為單向單車道及汽機車分道行駛。

#### 調整速限
民國107年（2018年）7月時，有民眾向自由時報投訴該橋上共有5種不同速限標誌，甚至500公尺內即有時速70、60、70公里三種速限標誌，一下橋又馬上降為速限50公里並設有固定測速照相機，繼續前行接上單向雙車道的郊區道路，變平變寬也維持速限50公里，民眾認為不甚合理。花蓮工務段與花蓮縣警察局會勘後則統一降為速限50公里，理由為鄰近歌柳灣部落曾發生死亡車禍、木瓜溪橋北端出口為轉彎車道、右側有防汛道路出入口，警方也會在此機動取締。

## 改建計畫
民國106年（2017年）起，交通部辦理「臺9線花東縱谷公路安全景觀大道計畫」，計畫期程為民國106－113年（2017－2024年），總經費約94.7億元，希望基於「安全、景觀、人本、生態」四大理念，透過「以路就樹」、「減少家燕路殺」、「保留家鄉印象」等作法，建立由木瓜溪橋起始、終於花東交界富里鄉的「花東縱谷景觀大道」。其中木瓜溪橋改建長度1885公尺，預計新建2座各長1225公尺、寬14公尺的預力箱型梁橋、總長626公尺的擋土牆、進行排水及其他相關工程。2020年2月完成發包，總工程費達14億368萬餘元，由台灣世曦工程顧問公司設計、中興工程顧問公司監造、工信工程公司承建，同年（民國109年、2020年）12月10日舉行動工儀式，預定民國113年（2024年）11月30日前完工 。民國112年（2023年）5月31日，北上線新橋啟用。

## 影響
該橋通車後，臺9線不再經過壽豐鄉鯉魚潭風景區，導致該地商圈沒落；而後花東縱谷國家風景區於民國86年（1997年）成立並納入鯉魚潭，民國91年（2002年）7月在鯉魚潭成立管理站，民國99年（2010年）花東縱谷國家風景區管理處推出「2010花東夏戀嘉年華-慢遊花東縱谷 一路玩夏趣」系列活動讓各業者開始考慮共同經營套裝行程，以規劃生態旅遊、深度旅遊等方式吸引遊客回流。